# Machteld Timmermans
Machteld Timmermans (Hasselt, 27 oktober 1970) is een Belgische actrice.
Timmermans studeerde in 1996 af als meester in de dramatische kunst aan het Koninklijk Conservatorium van de Erasmushogeschool Brussel en is sindsdien verbonden aan het theaterensemble Leporello. Daarnaast speelde ze ook met BRONKS, Toneelgroep Ceremonia en Muziektheater Tirasilla.
Met het theatercollectief Het Ongerijmde stond ze in het seizoen 2008-2009 samen met Kadèr Gürbüz, Jenne Decleir en Danny Timmermans op de planken met de productie Tsjechov in Love. Later volgden met Het Ongerijmde ook Emmeken, Hippoliet, Don Quichot en Kwakzalver.
Ze speelde ook gastrollen in televisieseries, en hoofdrollen in onder andere W817, 16+ en, als Goedele Decocq, in F.C. De Kampioenen.

## Privé
Machteld Timmermans is samen met collega-acteur Danny Timmermans. In W817 speelden ze eerder al een koppel. In 2020-2021 speelden ze eveneens een koppel in de Ketnetreeks Ik u ook, waarin Danny Timmermans de pluspapa is van Lou, zelf een rol van Gloria Monserez, de dochter van Machteld Timmermans.
Timmermans heeft één dochter, Gloria, uit een eerdere relatie met acteur Koen Monserez. Samen met Danny Timmermans, die uit een vorige relatie twee dochters heeft, heeft ze een zoon.

## Televisie
- Heterdaad (1998) - Patricia Ruelle
- Chris & Co - Bernadette (verpleegster van Sylvain Van Genechten)
- Dokters (1997) - Kathy Temmerman
- Wittekerke (1997-1998) - Caroline "Caro" Staes
- De Kotmadam (1998) - Nadia
- Thuis (2000) - Sofie Deprez
- W817 (2000-2001, 2003) - Ellen Devrooy
- Aspe (2004) - Myriam Daems
- De Wet volgens Milo (2005) - mevrouw Maas
- Neveneffecten (2006) - huisvrouw
- 16+ (2006-2008) - Mathilde de Landsheer
- Kinderen van Dewindt (2008)
- Witse (2008) - Lies Cornelissen
- Aspe (2009) - Eline Vaesen
- Witse (2008-2010) - Anja Winters
- F.C. De Kampioenen (2009-2011) - Goedele Decocq
- Goesting (2010) - dokter
- Rang 1 (2011-2012) - gynaecologe
- Danni Lowinski (2013) - Tinne
- Wolven (2013) - Lydia
- De Elfenheuvel (2011-2013) - Veerle de Keersmaker
- De Ridder (2013-2015) - Rechter
- Beau Séjour (2017) - secretaresse
- F.C. De Kampioenen Kerstspecial (2020) - Goedele Decocq
- Voor altijd Kampioen! (2021) - zichzelf
- Once Upon a Time in Limburg (2021)
- Ik u ook (2020-2021) - moeder van Lou

## Filmografie
- Dame Blanche (kortfilm: 2002) - Michelle
- De gek op de heuvel (2006) - Cathy
- F.C. De Kampioenen: Kampioen zijn blijft plezant (2013) - Goedele Decocq
- F.C. De Kampioenen 2: Jubilee General (2015) - Goedele Decocq
- F.C. De Kampioenen 3: Forever (2017) - Goedele Decocq
- F.C. De Kampioenen 4: Viva Boma (2019) - Goedele Decocq
- W817: 8eraf! (2021) - Ellen Devrooy